# Deltote
Deltote is een geslacht van vlinders uit de familie van de uilen (Noctuidae).

## Soorten
- Deltote acroleuca (Turner, 1945)
- Deltote albannularis (Berio, 1954)
- Deltote albiclava (Draudt, 1950)
- Deltote albifissa (Hampson, 1902)
- Deltote albigutta (Berio, 1960)
- Deltote albitornata (Berio, 1973)
- Deltote albopunctalis (Druce, 1895)
- Deltote altitudinis (Berio, 1973)
- Deltote amydra (Swinhoe, 1907)
- Deltote amydrozona (Hampson, 1910)
- Deltote angulissima (Gaede, 1935)
- Deltote armilla (Saalmüller, 1891)
- Deltote astydamia (Schaus, 1894)
- Deltote atrinotata (Hampson, 1910)
- Deltote atrivitta (Hampson, 1914)
- Deltote aurata (Moore, 1882)
- Deltote awassensis (Berio, 1984)
- Deltote bankiana (Fabricius, 1775) - zilverstreep
- Deltote basipleta (Warren, 1913)
- Deltote basiscripta (Warren, 1913)
- Deltote bellicula (Hübner, 1818)
- Deltote benita (Schaus, 1904)
- Deltote biaccentuata (Berio, 1973)
- Deltote bitrigonophora (Berio, 1973)
- Deltote brunneicolor (Hulstaert, 1924)
- Deltote bryistis (Turner, 1902)
- Deltote bryophilina (Hampson, 1910)
- Deltote cataea (Druce, 1889)
- Deltote chlorophila (Hampson, 1910)
- Deltote cidarioides (Moore, 1882)
- Deltote concava (Dyar, 1920)
- Deltote confusa (Leech, 1900)
- Deltote costaricana (Franclemont & Todd, 1983)
- Deltote crotopha (Swinhoe, 1905)
- Deltote cumalinea (Bethune-Baker, 1911)
- Deltote cuprea (Schaus, 1898)
- Deltote cupreofusca (Hampson, 1910)
- Deltote cupreofuscoides (Berio, 1954)
- Deltote curvibasis (Draudt, 1950)
- Deltote deceptoria (Scopoli, 1763) - bonte marmeruil
- Deltote decorata (Moore, 1882)
- Deltote delicatula (Christoph, 1882)
- Deltote deltoidalis (Dyar, 1918)
- Deltote diascia (Hampson, 1910)
- Deltote digitalis (Berio, 1977)
- Deltote divisa (Saalmüller, 1891)
- Deltote dorata (Hampson, 1902)
- Deltote editha (Schaus, 1904)
- Deltote eublemmides (Rothschild, 1915)
- Deltote euchroa (Hampson, 1910)
- Deltote externa (Berio, 1977)
- Deltote extranea (Berio, 1937)
- Deltote flavifrons (Moore, [1887])
- Deltote flavofimbria (Saalmüller, 1891)
- Deltote foedalis (Walker, [1866])
- Deltote folium (Schaus, 1914)
- Deltote fuscicilia (Hampson, 1891)
- Deltote geoga (Schaus, 1906)
- Deltote girba (Druce, 1889)
- Deltote glauca (Hampson, 1910)
- Deltote glaucopis (Hampson, 1894)
- Deltote griseifusa (Hampson, 1914)
- Deltote griseomixta (Hampson, 1900)
- Deltote hemicycla (Berio, 1960)
- Deltote holophaea (Hampson, 1910)
- Deltote homopteridia (Schaus, 1911)
- Deltote iranica (Kotzch, 1940)
- Deltote johnjoannoui Mey & Kühne, 2014
- Deltote jora (Schaus, 1911)
- Deltote larentioides (Strand, 1920)
- Deltote longena (Schaus, 1904)
- Deltote loxosema (Bethune-Baker, 1911)
- Deltote luteocapitata (Mey, 2011)
- Deltote macrouncina (Berio, 1977)
- Deltote magna (Leech, 1900)
- Deltote mandarina (Leech, 1900)
- Deltote manga (Viette, 1982)
- Deltote marginata (Walker, 1866)
- Deltote marmorata (Schaus, 1904)
- Deltote martjanovi (Tschetverikov, 1904)
- Deltote megalena (Mabille, 1900)
- Deltote melaleuca (Hampson, 1910)
- Deltote melanopis (Hampson, 1910)
- Deltote melanostigma (Hampson, 1894)
- Deltote mella (Schaus, 1894)
- Deltote merta (Schaus, 1901)
- Deltote mesomela (Hampson, 1914)
- Deltote mesophoenica (Dognin, 1914)
- Deltote mesoplaga (Hampson, 1918)
- Deltote mesosecta (Dyar, 1920)
- Deltote metachrysa (Hampson, 1910)
- Deltote micardoides (Berio, 1954)
- Deltote micronephra (Hampson, 1910)
- Deltote micropis (Hampson, 1910)
- Deltote minuta (Druce, 1889)
- Deltote minutipuncta (Berio, 1973)
- Deltote mirella (Schaus, 1904)
- Deltote mochensis (Schaus, 1904)
- Deltote monorbis (Berio, 1960)
- Deltote musta (Grote & Robinson, 1868)
- Deltote mustapha (Dyar, 1912)
- Deltote nemorum (Oberthür, 1880)
- Deltote nephrosticta (Hampson, 1914)
- Deltote nivata (Leech, 1900)
- Deltote obliqua (Moore, 1882)
- Deltote obliquilinea (Schaus, 1911)
- Deltote obliquisignata (Hampson, 1918)
- Deltote ocellata (Berio, 1964)
- Deltote ochra (Turner, 1914/5)
- Deltote octogintaocto (Berio, 1977)
- Deltote olenos (Schaus, 1914)
- Deltote olivula (Guenée, 1852)
- Deltote onytes (Schaus, 1894)
- Deltote paloma (Dognin, 1897)
- Deltote penthis (Schaus, 1904)
- Deltote perirrorata (Hampson, 1918)
- Deltote persubtilis (Berio, 1984)
- Deltote phya (Druce, 1889)
- Deltote picatina (Prout, 1921)
- Deltote picta (Hampson, 1896)
- Deltote plumbifusa (Hampson, 1914)
- Deltote plurioculata (Berio, 1964)
- Deltote polita (Berio, 1973)
- Deltote postvittata (Wileman, 1914)
- Deltote potens (Holloway, 1976)
- Deltote preapicilinea (Berio, 1964)
- Deltote pulmona (Dyar, 1913)
- Deltote pyrophora (Hampson, 1914)
- Deltote retroversa (Dyar, 1920)
- Deltote roseopicta (Warren, 1913)
- Deltote rubrilis (Berio, 1954)
- Deltote rubrisignata (Hampson, 1918)
- Deltote ruvida (Berio, 1977)
- Deltote sectirena (Hampson, 1914)
- Deltote semiannulata (Warren, 1913)
- Deltote semiglauca (Dyar, 1920)
- Deltote sirbena (Dognin, 1914)
- Deltote squalida (Leech, 1889)
- Deltote substellata (Dyar, 1918)
- Deltote syggenes (Hampson, 1910)
- Deltote taiwana (Wileman, 1915)
- Deltote tetratrigona (Berio, 1973)
- Deltote trifurca (Berio, 1977)
- Deltote triocellata (Berio, 1964)
- Deltote tsara (Viette, 1988)
- Deltote turcica Seven, Ronkay & Ronkay, 2019
- Deltote uncula (Clerck, 1759) - zilverhaak
- Deltote unguapicata (Berio, 1977)
- Deltote unipuncta (Warren, 1913)
- Deltote varicolora (Hampson, 1902)
- Deltote variicolor (Le Cerf 1922)
- Deltote veternosa (Schaus, 1911)
- Deltote vexillifera (Berio, 1977)
- Deltote videns (Berio, 1963)
- Deltote viridovata (Berio, 1973)
- Deltote vittata (Service, 1965)
- Deltote walonga Han & Kononenko, 2015
- Deltote walta (Schaus, 1904)
- Deltote xemiloca (Dyar, 1924)

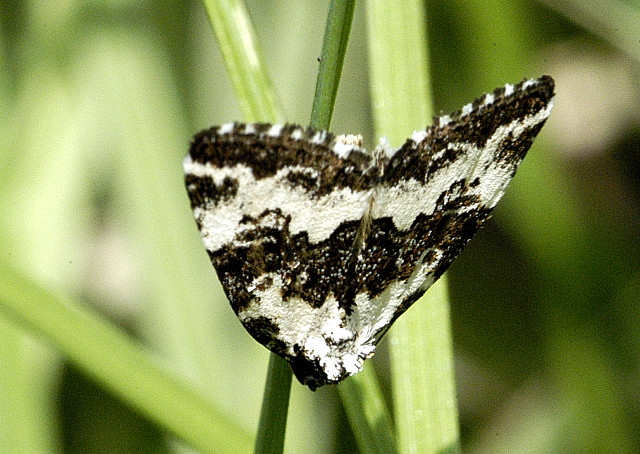
bonte marmeruil (Deltote deceptoria)
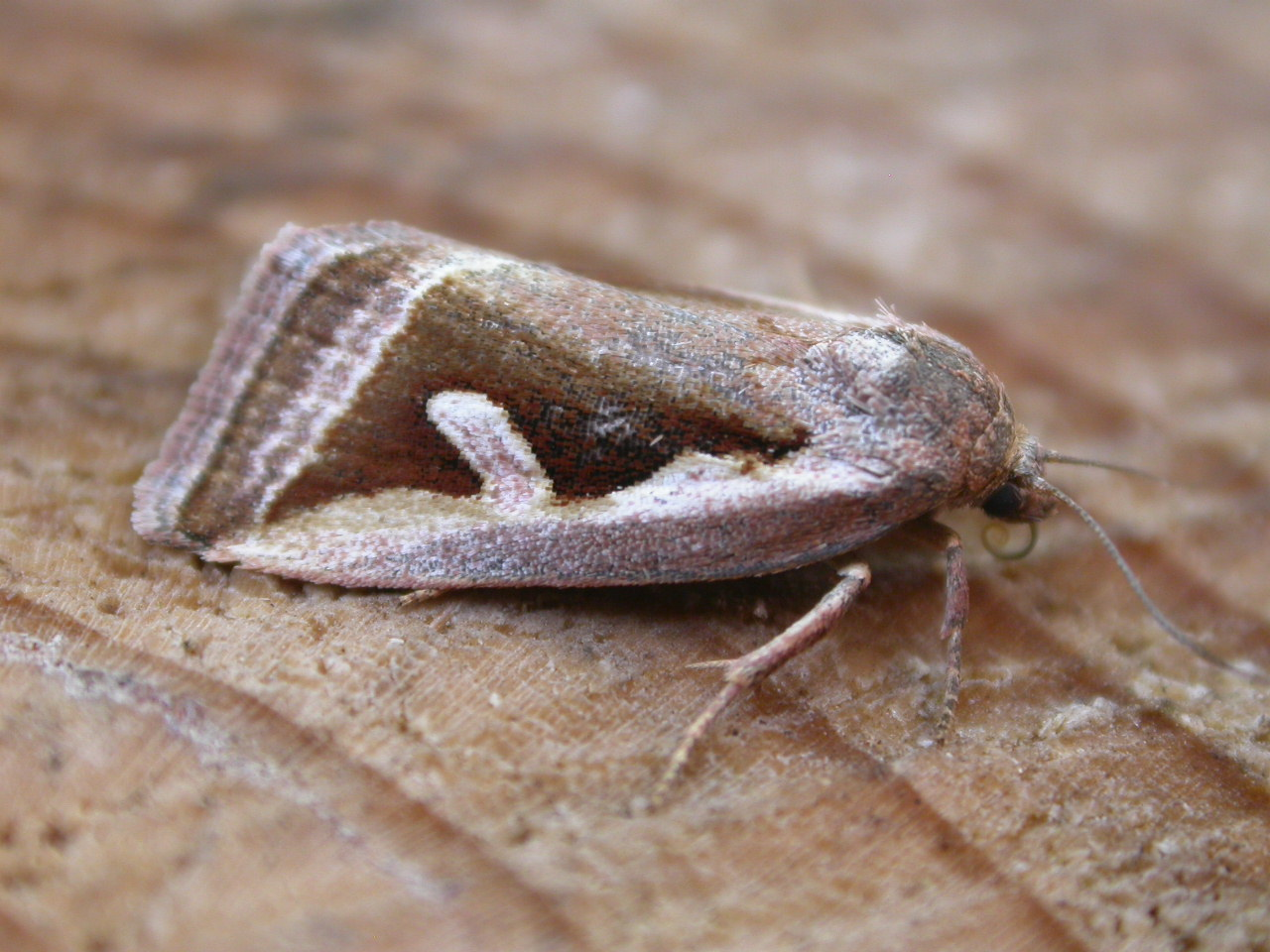
zilverhaak (Deltote uncula)
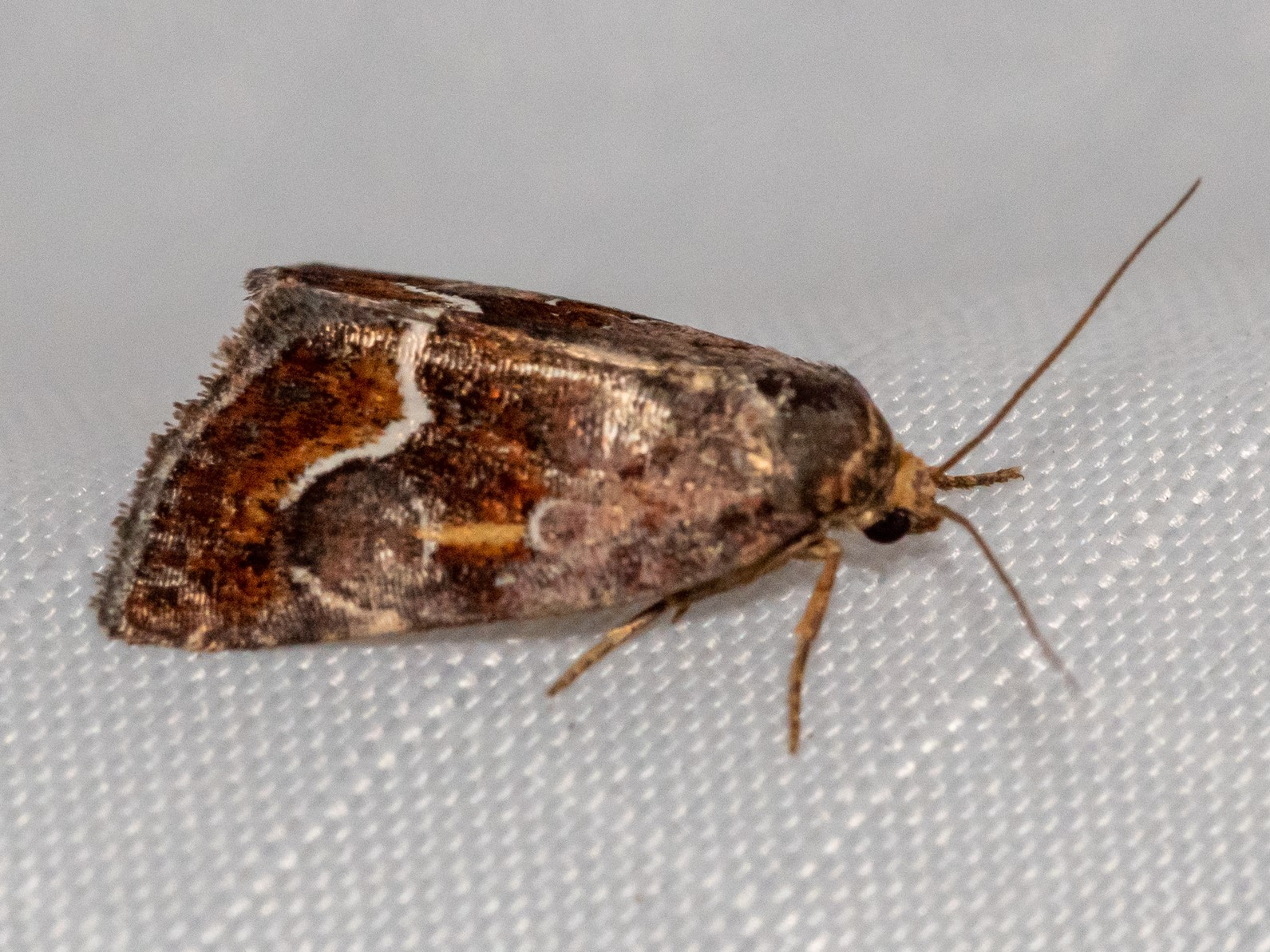
Deltote bellicula
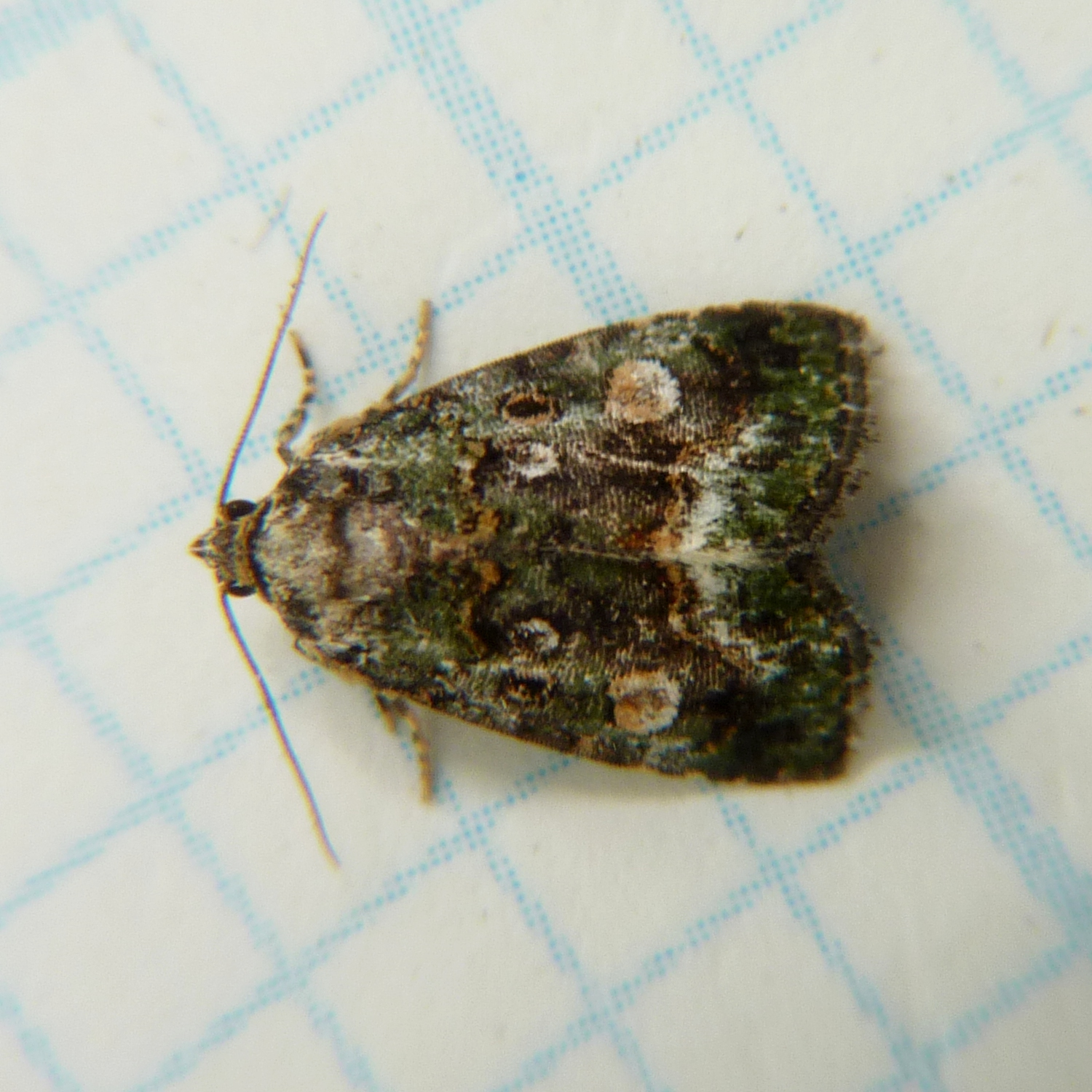
Deltote musta